# Shazam (mobilapp)

Logotypen för Shazam-appen och företaget.

Shazam är en mobilapp främst för IOS och Android som lanserades 2008. Det är en musik- och ljudigenkänningsapp som även finns tillgänglig för Mac, Windows och andra mobila operativsystem. Shazam Entertainment Limited lanserade appen och grundades 1999 av Chris Barton, Philip Inghelbrecht, Avery Wang och Stefan Mukherjee.